# Wunü
La muntanya Wunü (xinès: 五女山; pinyin: Wǔnǚ Shān; coreà: 오녀산 Ohnyeosan, «la muntanya de les cinc dones») és una muntanya amb gran importància històrica i cultural, ja que és el lloc de naixement del regne de Koguryö, un dels tres regnes de Corea. Es troba en regió històrica de Manxúria, a Huanren, província de Liaoning, al nord-est de la República Popular de la Xina, vuit quilòmetres al nord de la capital, per sobre la presa del riu Hunjiang. La muntanya s'eleva a 821 metres sobre el nivell del mar i forma un altiplà envoltat de penya-segats al llarg de 1500 metres i 300 metres d'ample. Forma part del conjunt anomenat «Capitals i tombes de l'antic regne de Koguryö», designat Patrimoni de la Humanitat de la UNESCO el 2004.

## Història
Els descobriments arqueològics que s'han realitzat en els últims anys mostren que la muntanya fou ocupada des de la prehistòria: les troballes més antigues són artefactes de ceràmica de fa més de 4500 anys, de finals del Neolític. També s'han trobar armes i eines. Segons el Samguk Sagi, el regne de Koguryö es va fundar en aquesta muntanya l'any 37 aC i va mantenir la seva capitalitat fins a l'any 3, quan el rei Yuri la va traslladar a la fortalesa de Gungnae.

## Les excavacions
Les excavacions, que abasten 500.000 m², van ser anomenades com un dels deu principals descobriments arqueològics de l'any 1999. Es van trobar vestigis que mostraven que l'antiga ciutat tenia tres portes, i estava envoltada per murs de pedra i un fossar. La paret defensiva era llarga, 1.600 metres amb parets gruixudes de 5 metres per 2,5 i 3,5 metres d'alçada. Es divideix en dues seccions, la ciutat alta i la ciutat baixa. A la part superior hi havia una torre de vigilància de 15 × 17 m, un dipòsit i les bases d'un palau. També hi ha els vestigis dels magatzems i campaments militars amb habitacions. Les restes trobades daten de finals del Neolític, encara que també s'han trobat restes del Període dels Regnes Combatents, del període de les Primaveres i de les Tardors, i de les dinasties Han, Wei, Jin i Liao; en total, un miler d'objectes de ceràmica, pedra, bronze i ferro.
Malgrat que la ciutat de la muntanya Wunü va ser catalogada com a Patrimoni Mundial de la UNESCO l'any 2004, les restes i vestigis es troben coberts per la terra i són poc visibles.

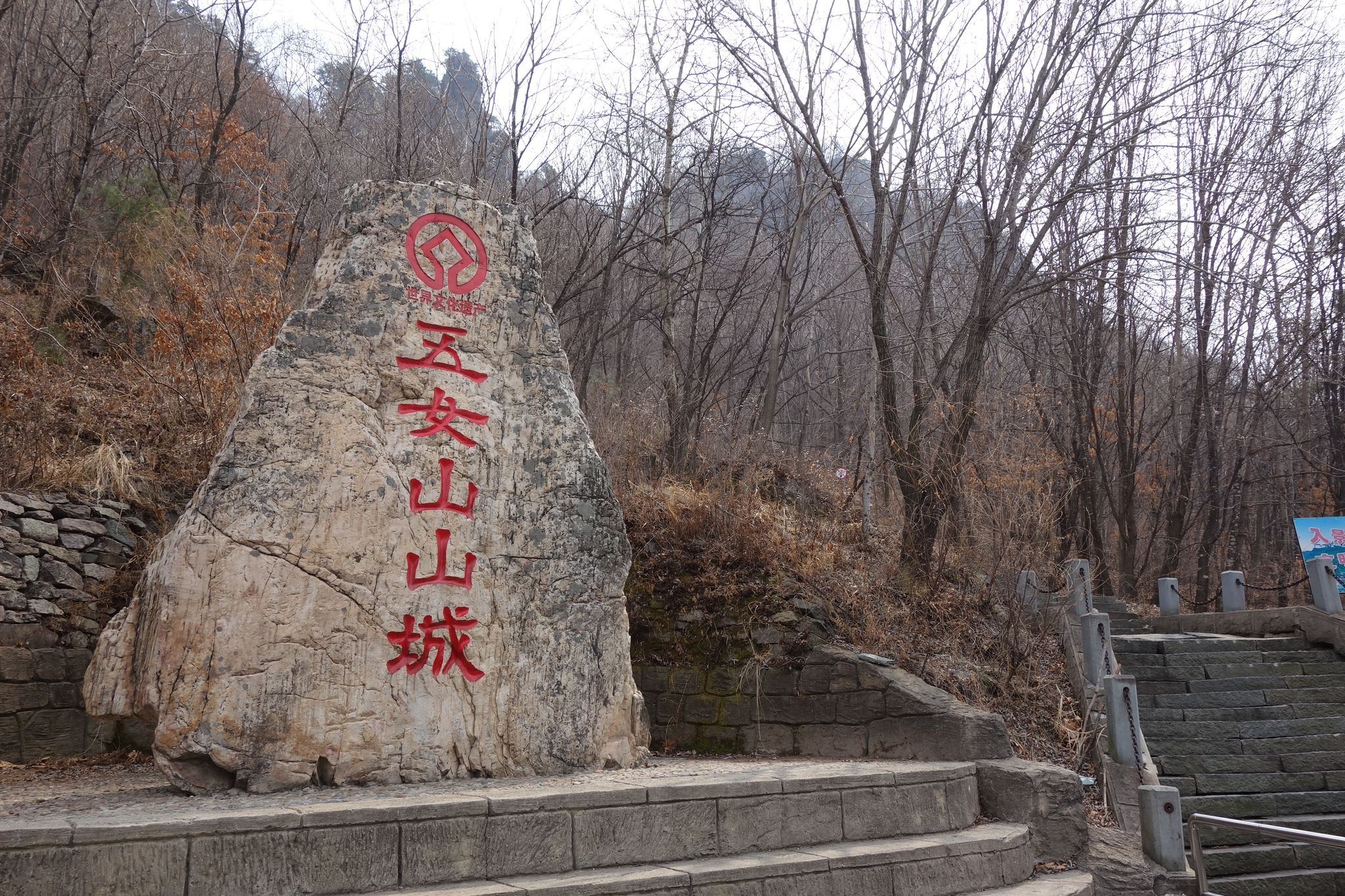
Entrada a l'antiga ciutat
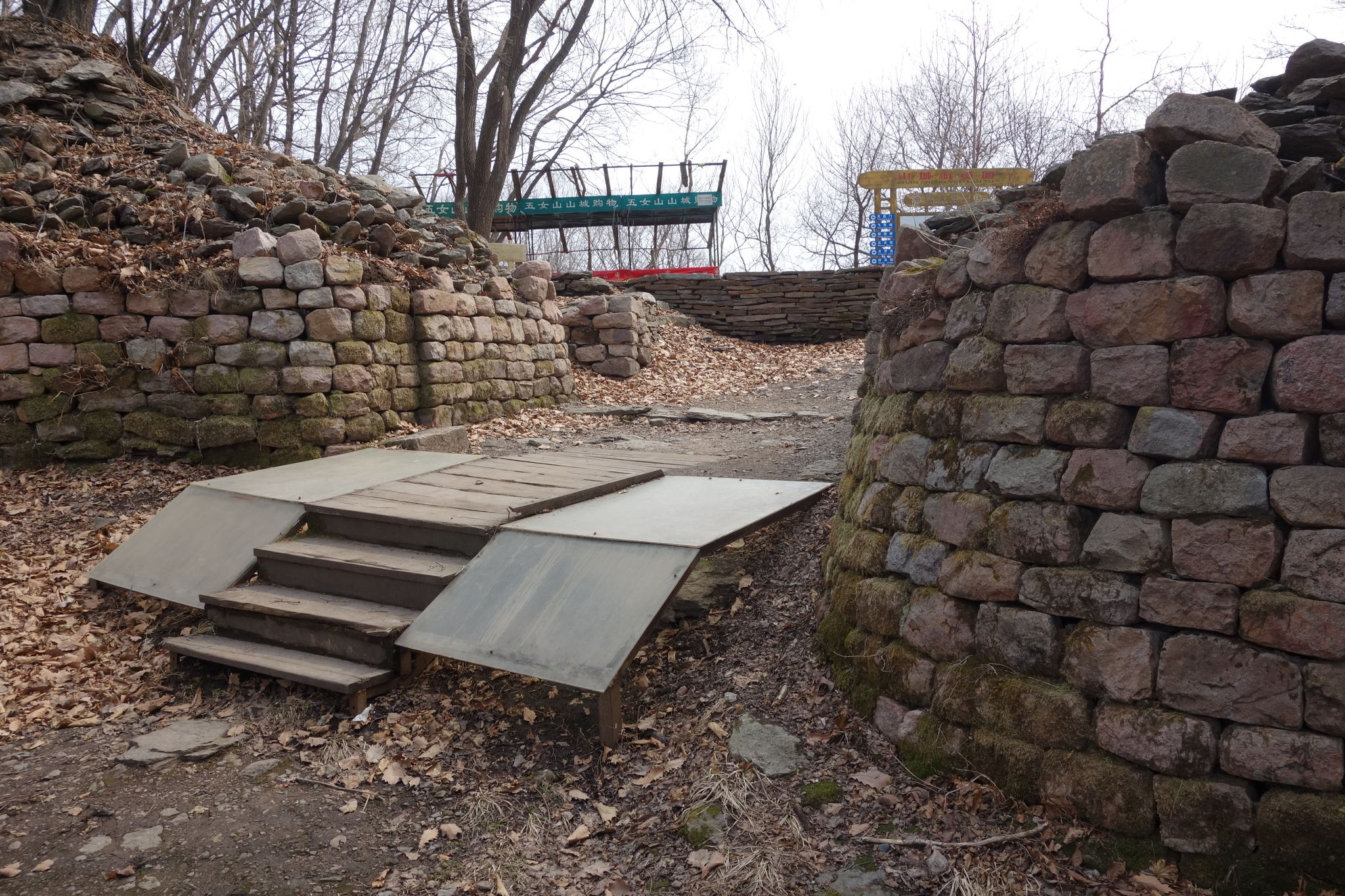
Porta occidental
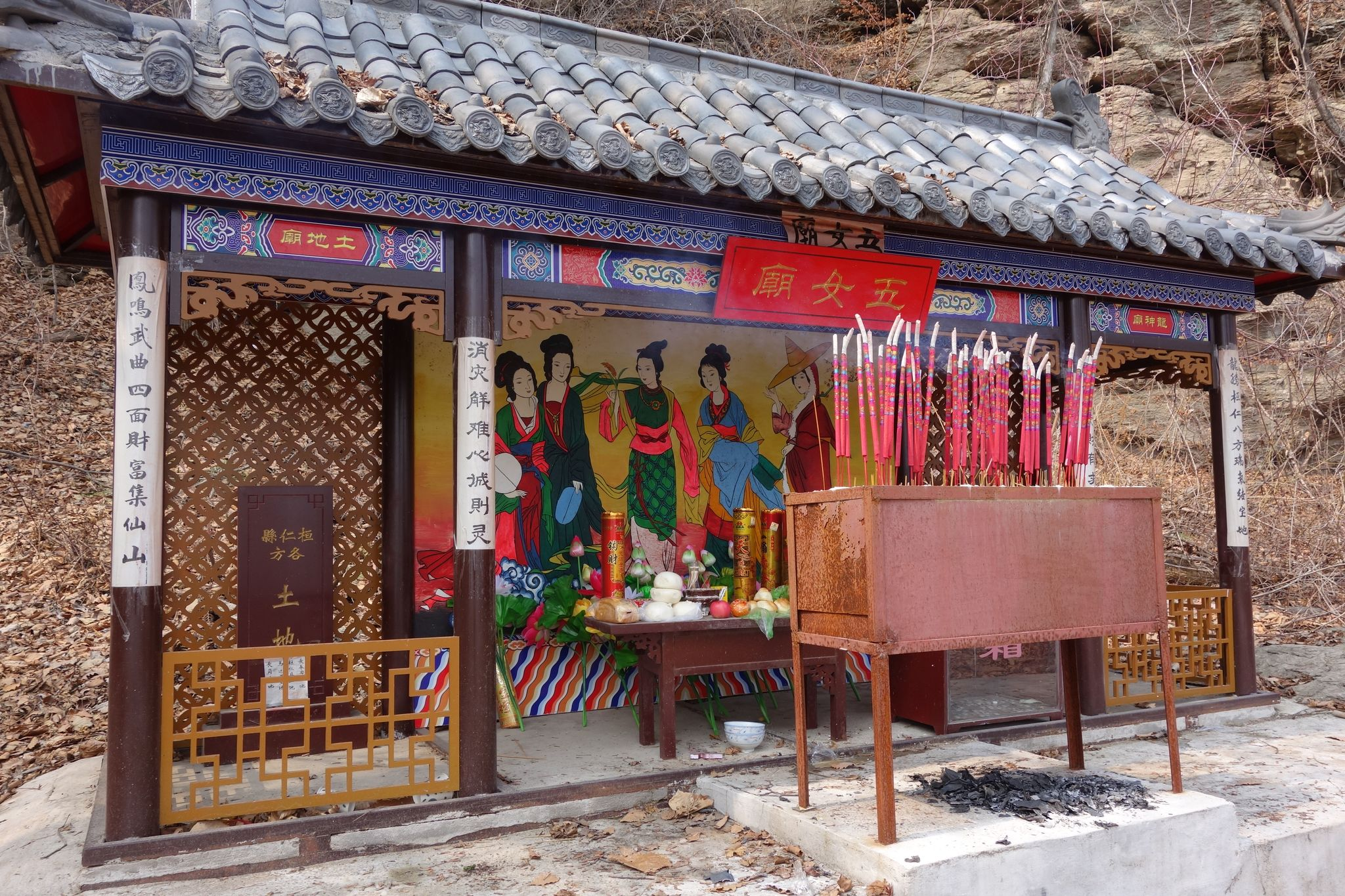
Santuari
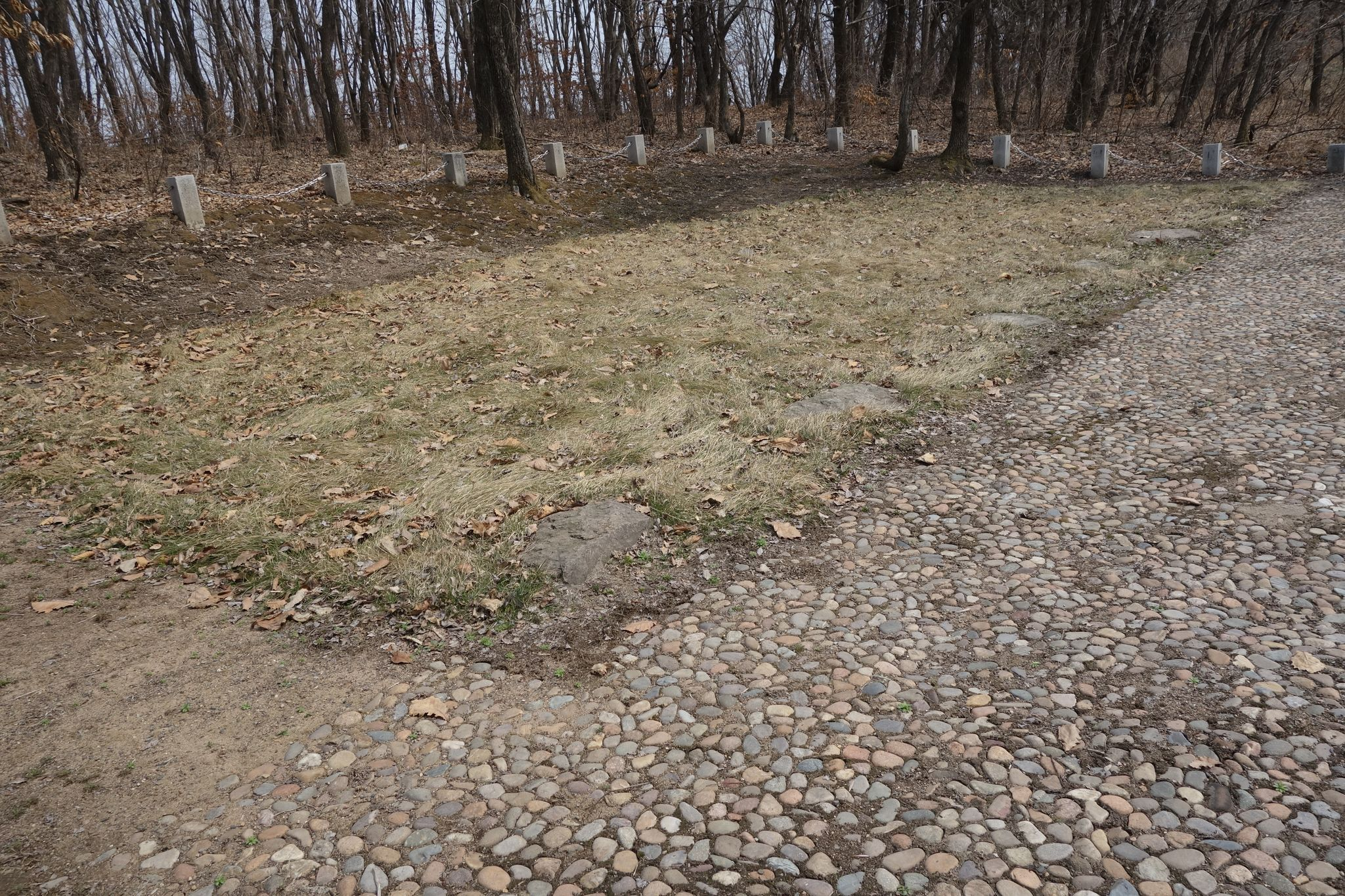
Vestigis d'edificacions
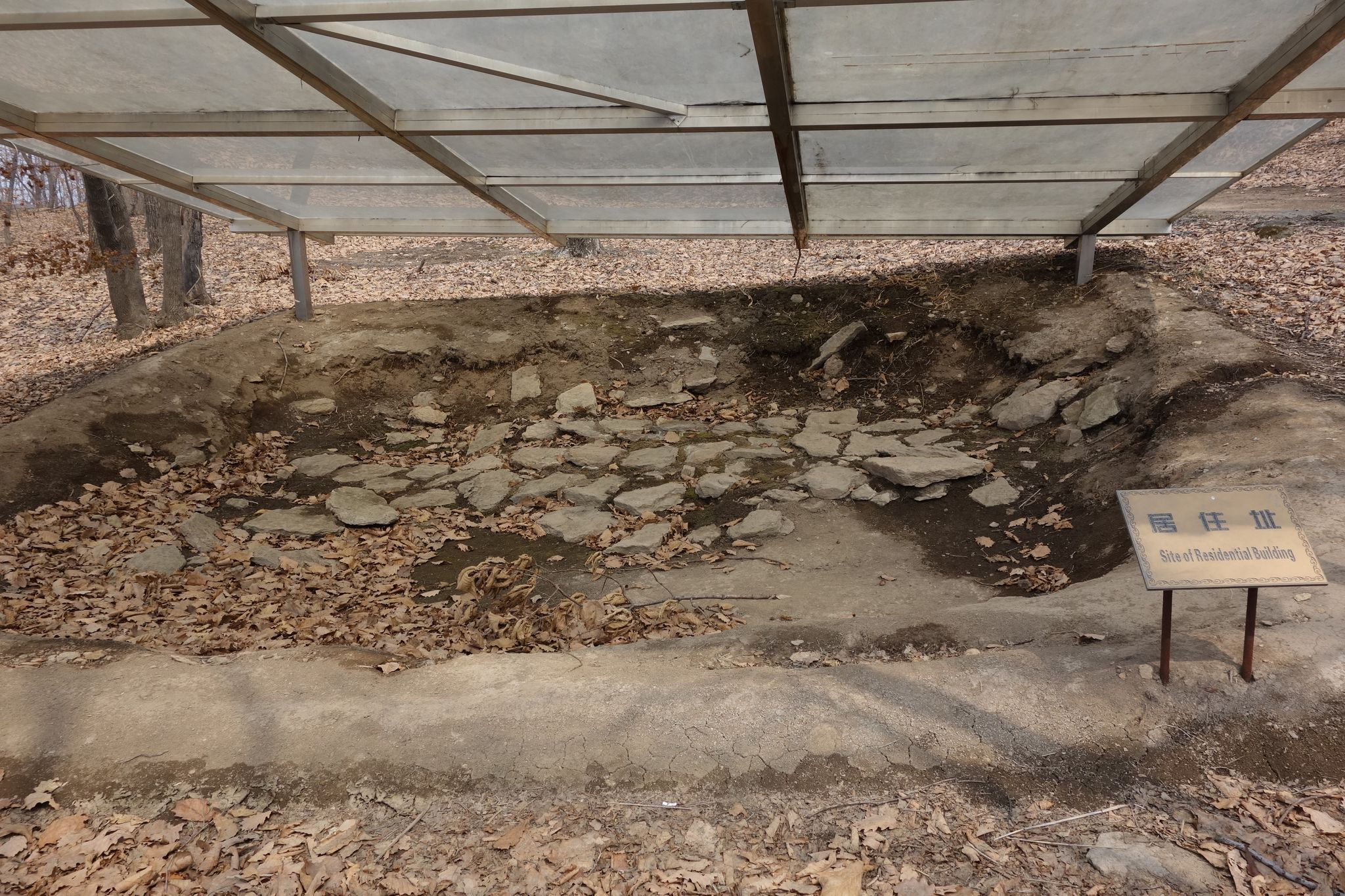
Vestigis d'edificacions
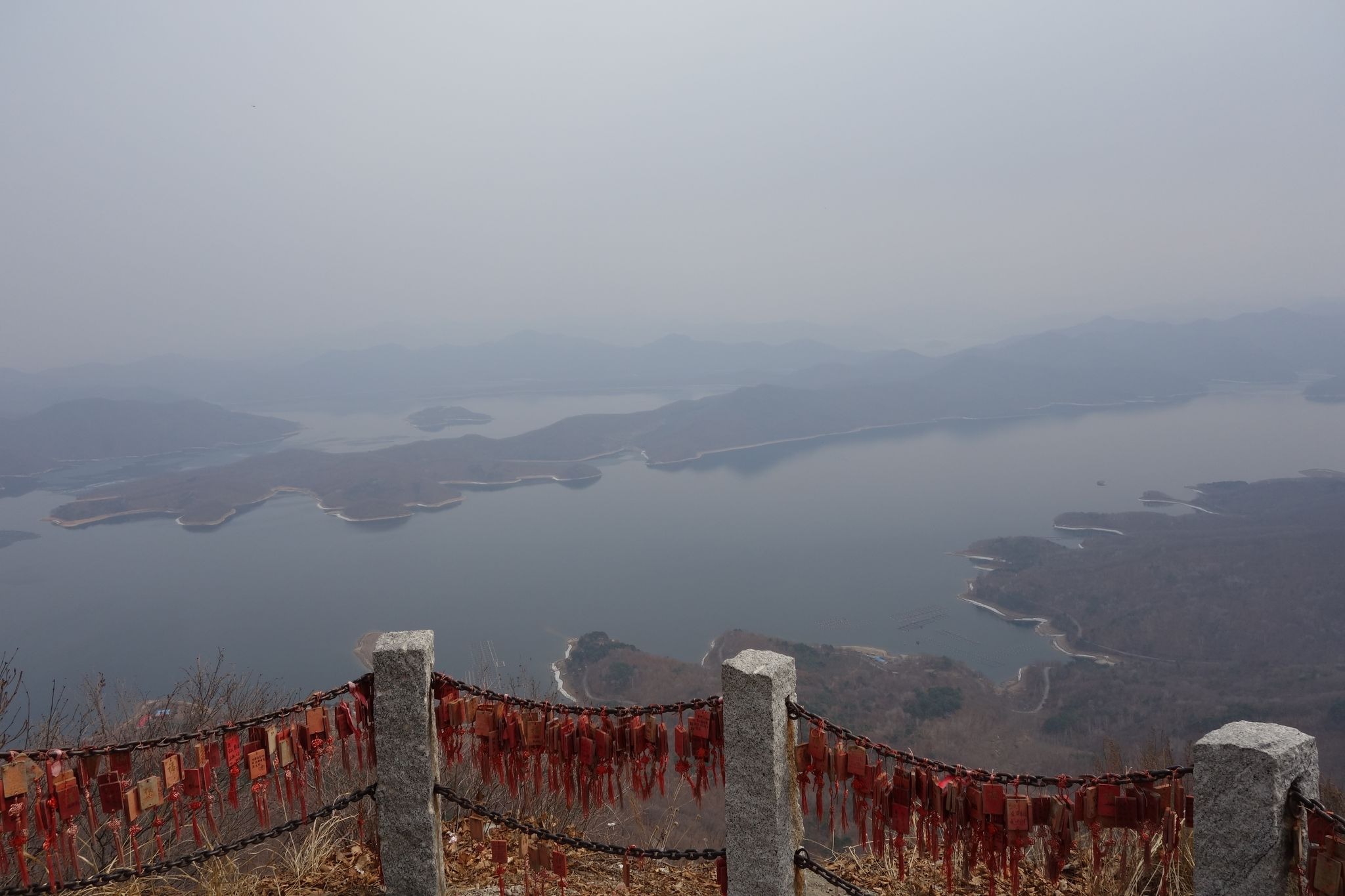
Vistes
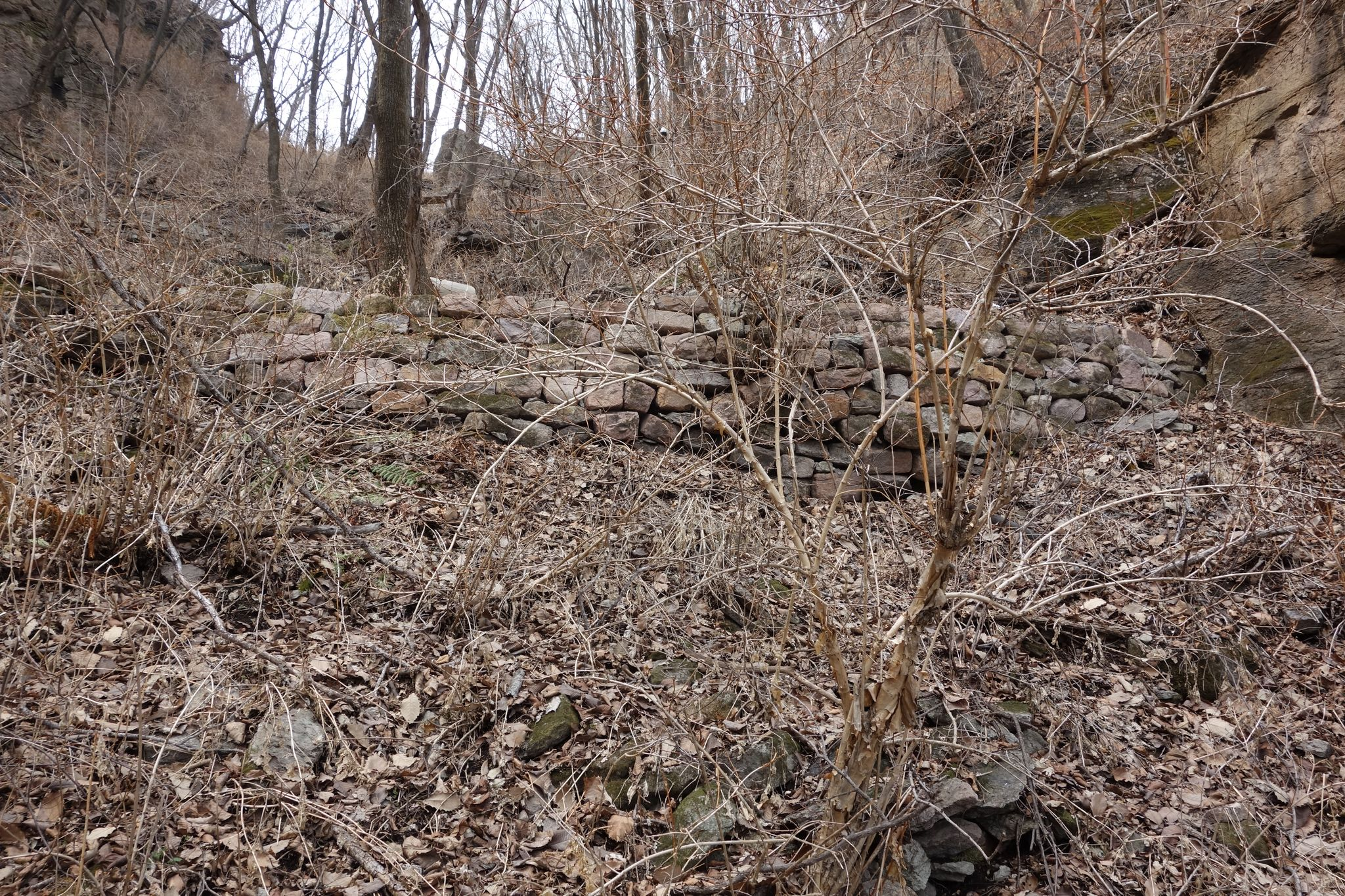
Restes de la muralla
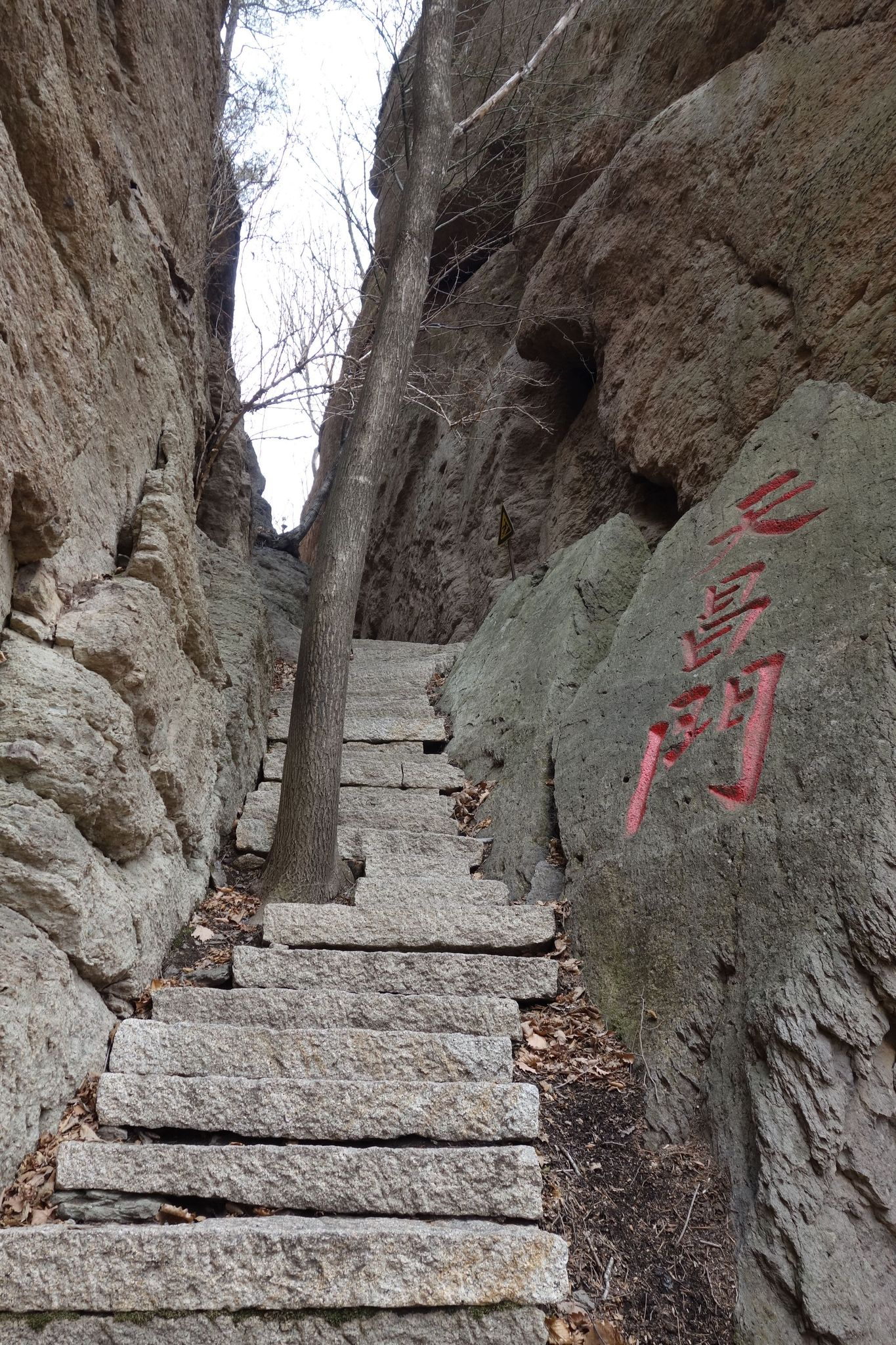
Porta d'entrada